# Intersport
Intersport GmbH, noto anche solo come Intersport, è un rivenditore di articoli sportivi con sede a Berna. È presente in 42 paesi del mondo ed è il leader del mercato internazionale degli articoli sportivi con 5.831 negozi attualmente attivi, dei quali 362 si trovano in Italia.
Ogni organizzazione nazionale ha una notevole autonomia. Intersport International Corporation, che impiega solo un centinaio di persone, è principalmente responsabile della negoziazione degli acquisti per il gruppo e dell'organizzazione della selezione dei prodotti per i marchi del gruppo come: Energetics (fitness e bodybuilding), Etirel (abbigliamento multisport), Dynatour (golf), Firefly (abbigliamento, calzature, sport da tavola), McKinley (sport all'aria aperta e di montagna), Nakamura (ciclismo), Pro Touch (attrezzature per la corsa e gli sport di squadra), Techno Pro (sci e sport con racchette da neve), ITS (premier prix).

## Storia

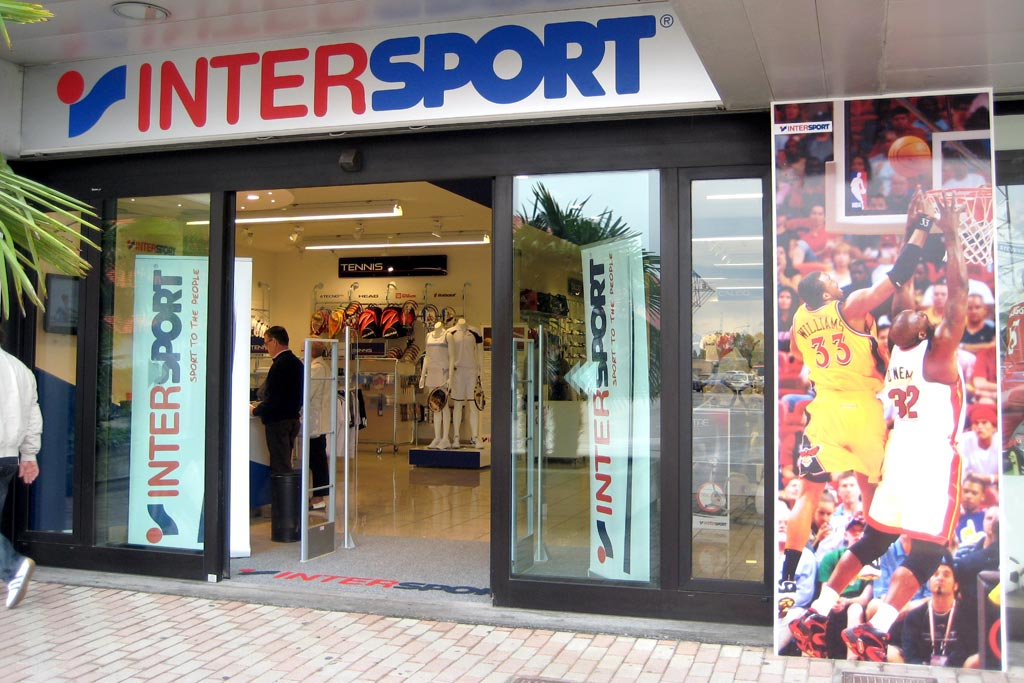
Un negozio Intersport

Nel 1924, nasce La Hutte, piccola azienda specializzata in attrezzatura da campeggio. Molto velocemente, La Hutte si diffonde e apre i suoi tipi di attrezzature al pubblico. Alla fine degli anni '50, quattro gruppi nazionali (da Germania, Paesi Bassi, Belgio e Francia) per resistere alla concorrenza, fondarono la prima società di articoli sportivi europea: Intersport.
Nel 1968, sotto l'etichetta Intersport, dall'alleanza di 10 centri di acquisto nazionali con l'intento di creare una grande organizzazione internazionale di articoli sportivi, nacque Intersport International Corporation (IIC).
Nel 1972, Intersport fu rivenditore ufficiale sportivo delle Olimpiadi estive di Monaco di Baviera. Nel 1976, dopo il successo del 1972, Intersport fu rivenditore anche delle Olimpiadi invernali di Innsbruck.
Dal 1983, ICC sviluppò alcuni marchi sportivi: McKinley, Etirel e TecnoPro. Nel 1989, vennero fondate Nakamura, Dynatour, Online e Crazy Creek; nel 1992, ProTouch, Energetics e Northbrook e nel 1998 venne fondata FireFly.
Nel 2002, in occasione dei Mondiali di calcio, Intersport e Adidas lanciano una campagna di co-marketing con David Beckham come testimonial. Nel 2004, invece, in occasione degli Europei di calcio, Intersport lancia una campagna di co-marketing con Nike, con Francesco Totti nei panni di testimonial. Nel 2006, in occasione dei Mondiali di calcio, Intersport stringe un secondo accordo di co-marketing con Adidas.
Nel 2008, Intersport fu rivenditore ufficiale degli Europei di calcio.

## Fatturato
Nel 2016, il gruppo IIC ha registrato 1,8 miliardi di euro in più rispetto al 2015 e nel 2017 ha registrato una crescita del 10% e il fatturato ha raggiunto una crescita di circa 2 miliardi rispetto all'anno prima.
Nel 2018, il gruppo ha rilevato una crescita notevole del 9,1% e quindi una cifra di 2,2 miliardi di euro di fatturato in più rispetto al 2017.
Nel 2019, il fatturato fu di 12,3 miliardi di euro. Invece, nel 2020, a causa della pandemia di COVID-19 si è rilevato un calo del 13,8% rispetto all'anno precedente, registrando così un fatturato di 10,6 miliardi di euro.